# وخش (رود)

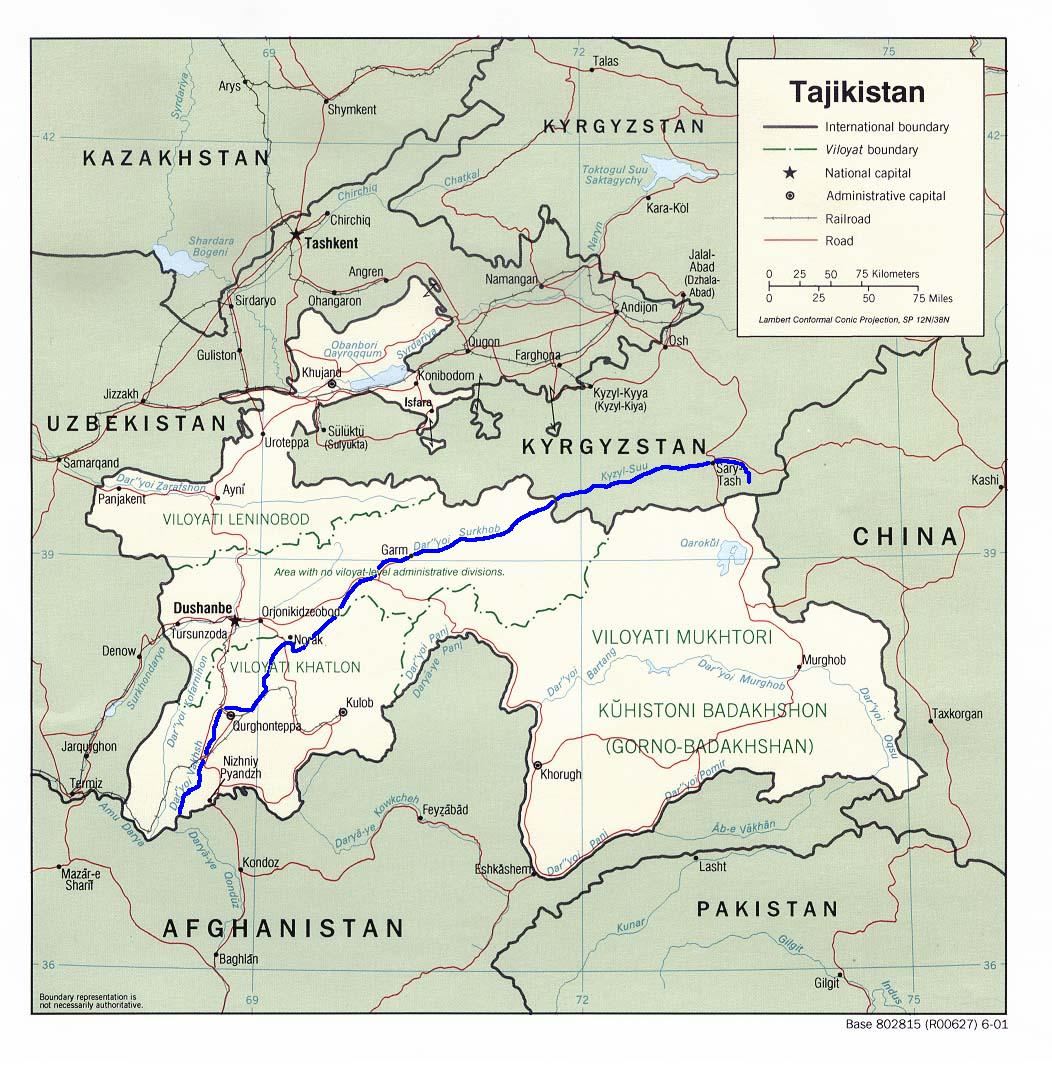
مسیر رود وخش.

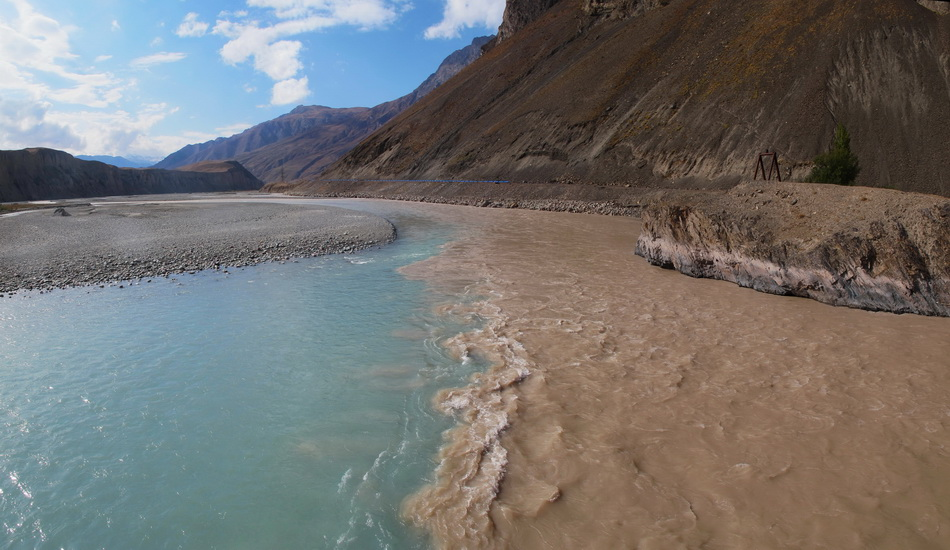
سرآغاز رود وخش از اتصال رود وخش (سرخ‌آب) و مُغ‌سو در کشور تاجیکستان

وَخش یا سُرخ‌آب رودی است در آسیای میانه که در تاجیکستان و قرقیزستان روان است و ریزشگاه آن رود آمودریا است. از دید زبانشناسی نام «وخش» یک واژهٔ پارسی باستان به معنی «پهن» و «پرآب» است که در زبان لاتین "Oxus" نوشته شده است.
رود وخش با حوزهٔ آبریز ۳۲ هزار و ۱۵۰ کیلومتر مربع یکی از بزرگترین رودهای تاجیکستان می‌باشد. درازای این رودخانه در تاجیکستان ۵۲۴ کیلومتر است و سرشاخه‌های آن در قرقیزستان واقع می‌باشد و متوسط آورد آن حدود ۶۳۱ مترمکعب در ثانیه می‌باشد. تاجیکستان بر روی این رود سد و نیروگاه سنگ‌توده ۲ را ساخته است.
رود وخش یکی از مهم‌ترین رودهای تاجیکستان است و برای آبیاری زمین‌های پنبه (پَخته) و دیگر زمین‌های کشاورزی از آن استفاده گسترده‌ای می‌شود. این رود برای تولید نیروی برق‌آبی تاجیکستان نیز مهم است و وخش به همراه رودخانه پنج بیش از ۷۵٪ ذخیره نیروی برق‌آبی این جمهوری را در خود جای داده‌اند.
از درهٔ رود وخش شاهراه دوشنبه — چَنَک می‌گذرد. شهرهای نارک، سربند و باختر در کنارهٔ رود وخش جای دارند. در ریزشگاه رود وخش به رود پنج شکارگاه «بیشهٔ پلنگان» قرار دارد.

## مشخصات
رود وخش یکی از بزرگ‌ترین شاخابه‌های آمودریا است و از بخش شرقی رشته‌کوه آلای در مسافت ۵۲۴ کیلومتری جاری می‌شود. حوزهٔ آبریز روی وخش ۳۹٬۱۰۰ کیلومتر مربع می‌باشد. شاخه‌های بزرگ‌تر آن از کوه‌های پشت آلای آغاز شده، در سرچشمه خود به نام قرسو نامیده می‌شود. در مناطق پایین‌دست‌تر آن را قزل‌سو می‌نامند.
قزل‌سو از طرف چپ شاخه‌های متعددی دارد و پس از عبور از وادی آلای در حدود تاجیکستان با شاخاب دیگری به نام مُغ‌سو همراه می‌شود. مغ‌سو از حدود شمال شرقی پامیر سرچشمه گرفته و در سرچشمه خود بلندکیک نامیده می‌شود. در مسیر رود؛ مغ‌سو با قزل‌سو یکی شده سرخ‌آب را تشکیل می‌دهند. سرخاب‌دریا در قسمت شرقی با خِنگاب یکجا شده و نام وخش را به خود می‌گیرد.
دورهٔ سیرابی وخش ماه‌های ژوئن-ژوئیه می‌باشد. آب آن همیشه کم و زیاد می‌شود. در فصل سیرابی در یک ثانیه ۸۳۶ متر مکعب آب در آن جاری می‌شود، که این میزان با ٪۲۰٫۴ از آورد سالانه برابر است. دورهٔ کم‌آبی آن ماه‌های دسامبر، ژانویه، فوریه و مارس است.